# Аполинарио, Алекс
А́лекс Са́ндро дос Са́нтос Аполина́рио (порт.-браз. Alex Sandro dos Santos Apolinário; 7 ноября 1996, Рибейран-Прету — 7 января 2021, Вила-Франка-ди-Шира) — бразильский футболист, полузащитник.

## Клубная карьера
Аполинарио родился в Рибейран-Прету, Сан-Паулу, и начал свою карьеру в местном футбольном клубе «Ботафого», а затем подписал контракт с клубом «Крузейро» в 2015 году. В 2016 году он был переведён в старшую команду, а 9 марта он дебютировал в бразильской Серии А в победном (2:1) домашнем поединке против «Атлетико Паранаэнсе», заменив Матиаса Пизано на 64-й минуте.
В январе 2018 года Аполинарио перешёл в «Атлетико Паранаэнсе» на правах аренды сроком на один год. Команда выиграла Чемпионат Паранаэнсе, хотя он не был постоянным игроком. 10 марта, заменив в первом тайме Жуана Педро Хайнена, он забил свой единственный гол, в победном (7:1) домашнем поединке против «Риу-Бранку».
Аполинарио впервые уехал за границу в январе 2019 года, присоединившись к клубу «Алверка» из третей лиги Португалии. 17 октября того же года он открыл счёт в победном (2:0) домашнем поединке кубка Португалии против столичного «Спортинга».

## Смерть
3 января 2021 года в матче Третей лиги Португалии против «Алмейрина» у Аполинарио случилась остановка сердца на 27-й минуте матча. После нескольких попыток его реанимировали, и он остался в больнице Вила-Франка-де-Ксира, где его ввели в искусственную кому. Он умер четыре дня спустя, ему было 24 года.